# Indigofera williamsonii
Indigofera williamsonii är en ärtväxtart som först beskrevs av William Henry Harvey, och fick sitt nu gällande namn av Nicholas Edward Brown. Indigofera williamsonii ingår i släktet indigosläktet, och familjen ärtväxter. Inga underarter finns listade i Catalogue of Life.